# فلش گوردون (فیلم)
فلش گوردون (به انگلیسی: Flash Gordon) فیلمی محصول سال ۱۹۸۰ و به کارگردانی مایک هاجز است. در این فیلم بازیگرانی همچون سام جی. جونز، ملودی اندرسون، اورنلا موتی، ماکس فون سیدو، خیم توپول، تیموتی دالتون، ماری‌آنجلا ملاتو، برایان بلسد، پیتر وینگارد، ریچارد اوبراین، جان آزبرن، فیلیپ استون، ویلیام هوتکینز، رابی کالترین، جان هالیز، جورج هریس، دیپ روی، کنی بیکر و جان هَـلَم ایفای نقش کرده‌اند. آلبوم فلش گوردون (موسیقی متن) به عنوان موسیقی متن اصلی این فیلم هست که توسط گروه راک بریتانیایی کوئین ساخت و اجرا شده است.